# Municipio de Perry (condado de Logan)
El municipio de Perry (en inglés: Perry Township) es un municipio ubicado en el condado de Logan en el estado estadounidense de Ohio. En el año 2010 tenía una población de 992 habitantes y una densidad poblacional de 14,29 personas por km².

## Geografía
El municipio de Perry se encuentra ubicado en las coordenadas 40°20′55″N 83°34′11″O / 40.34861, -83.56972. Según la Oficina del Censo de los Estados Unidos, el municipio tiene una superficie total de 69.42 km², de la cual 69,3 km² corresponden a tierra firme y (0,17 %) 0,12 km² es agua.

## Demografía
Según el censo de 2010, había 992 personas residiendo en el municipio de Perry. La densidad de población era de 14,29 hab./km². De los 992 habitantes, el municipio de Perry estaba compuesto por el 98,49 % blancos, el 0,1 % eran afroamericanos, el 0,2 % eran amerindios, el 0,2 % eran asiáticos, el 0,3 % eran de otras razas y el 0,71 % eran de una mezcla de razas. Del total de la población el 0,81 % eran hispanos o latinos de cualquier raza.